# 울진 평해황씨 해월종택
울진 평해황씨 해월종택(蔚珍 平海黃氏 海月宗宅)은 대한민국 경상북도 울진군 기성면에 있는 조선시대의 건축물이다. 2012년 10월 22일 경상북도의 민속문화재 제156호로 지정되었다.

## 개요
이곳은 정침 1동, 사당 1동, 정자 1동 등 모두 3동의 건물이 ‘울진 평해황씨 해월종택(蔚珍 平海黃氏 海月宗宅)’이라는 명칭으로 문화재 지정되어 있다.
해월종택의 건물배치는 뒤편의 야산을 등지고 정침, 정자, 사당, 방앗간 등이 남향으로 배치되어 있다. 배치구성은 1993년 복원된 대문간채를 들어서면 넓은 마당을 사이에 두고 정침과 정자가 나란히 배치되어 있으며, 그 뒤에는 사당이 자리 잡고 있다. 이 지역의 상류주택 특성을 잘 보여준다.
안채(정침)은 정면 7칸 × 측면 6.5칸 규모의 □자형 건물로 홑처마 맞배기와집이며, 전면 양측으로 1칸씩 돌출되어 양날개집의 형상을 하고 있다. 안채의 동쪽에 사랑채가 붙어있는데, 홑처마 팔작지붕이다. 중문을 들어서면 안마당 뒤로 3칸 규모의 대청을 두었다. 대청 좌우에는 안방과 상방을 두었으며, 안방과 상방의 전면에는 익사가 연접되어 있다.
정자(海月軒)는 황여일의 별구(別構)로 규모는 정면 4칸 × 측면 1.5칸의 홑처마 팔작기와집으로 전면에는 루마루처럼 꾸민 툇마루를 두고 난간을 돌렸다. 평면은 가운데 2칸 대청을 중심으로 양 측칸에 온돌방을 둔 중당협실형이다. 이 정자는 원래 1588년(조선 선조 21) 기성면 사동리 마악산 기슭에 건립되어 있었으나, 1847년(조선 헌종 13) 후손들이 현 종택 내로 이축하였다.
사당은 정자 뒤편에 있으며, 정면 3칸 × 측면 1.5칸으로 홑처마 맞배기와집이며, 해월 황여일의 신위를 모시고 있어서 '불천묘'로 불리고 있다.
황여일(黃汝一 ; 1556～1622)의 자는 회원(會元), 호는 해월(海月) 또는 해월헌(海月軒), 본관은 평해이다. 어려서부터 문장으로 이름났고, 1576년(조선 선조 9) 사마시를 거쳐 1585년 별시문과에 을과(乙科)로 급제한 후, 1592년(조선 선조 25) 임진왜란이 일어나자 도원수 권율의 종사관으로 공을 세우고 1594년 형조정랑을 거쳤으며, 1598년 명나라에 서장관으로 갔다 왔고, 광해군 때 동래부사, 공조참의를 지냈으며, 사후 가선대부 이조참판에 증직되었다.
그동안 '해월헌(海月軒)'이라는 명칭으로 지정되어 오다가 2012년 6월 14일 '울진 평해황씨 해월종택(蔚珍 平海黃氏 海月宗宅)'으로 변경되었다.

## 참고 자료
- 울진 평해황씨 해월종택 - 국가유산청 국가유산포털